# Cissus kouilouensis
Cissus kouilouensis là một loài thực vật hai lá mầm trong họ Nho. Loài này được Desc. miêu tả khoa học đầu tiên năm 1972.